# Roberto Monteiro
Roberto Luiz Rodrigues de Oliveira (Rio de Janeiro, 8 de dezembro de 1956), mais conhecido como Roberto Monteiro, é um político brasileiro, filiado ao Partido Liberal.
Nas eleições de 2022, foi eleito deputado federal pelo Rio de Janeiro com 94.221 votos (1,07% dos válidos).
Pastor da Igreja Assembleia de Deus, é pai de Gabriel Monteiro, também político.